# Matsuyama (Yamagata)
Pour les articles homonymes, voir Matsuyama.
Matsuyama (松山町, Matsuyama-machi)  est un ancien bourg du district d'Akumi dans la préfecture de Yamagata au nord de l'île de Honshū au Japon. Il est, depuis le 1er novembre 2005, rattaché à la ville de Sakata.
En 2003, la population s'élevait à 5 426 habitants et sa densité était de 126,42 personnes par km2. Sa superficie est de 42,92 km2.